# Mitostoma valdemonense
Espèce
Mitostoma valdemonense est une espèce d'opilions dyspnois de la famille des Nemastomatidae.

## Distribution
Cette espèce est endémique d'Italie. Elle se rencontre en Sicile, en Calabre et au Basilicate.

## Description
Le mâle holotype mesure 1,65 mm et la femelle paratype 2,1 mm.

## Systématique et taxinomie
Cette espèce a été décrite par Marcellino en 1974.

## Étymologie
Son nom d'espèce, composé de valdemon[e] et du suffixe latin -ense, « qui vit dans, qui habite », lui a été donné en référence au lieu de sa découverte, le Val Demone.

## Publication originale
- Marcellino, 1974 : « Nuovi dati sugli opilioni (Arachnida) di Sicilia e di altre isole del Mediterraneo. » Animalia, vol. 1, p. 185–200.